# 三屋清左衛門残日録
『三屋清左衛門残日録』（みつやせいざえもんざんじつろく）は、藤沢周平著の連作短編時代小説。
『別册文藝春秋』1985年夏季号から1989年新春号に連載され、1989年に文藝春秋から単行本が刊行された。1992年に文春文庫に収録されている（ISBN 978-4167192273）。

## 概要
三屋清左衛門は、用人として仕えた先代藩主の死去に伴い、新藩主に隠居を願い出て、国元で隠居生活に入った。隠居の日々は暇になるかと思われたが、実際には友人の町奉行が抱える事件や、知人やかつての同僚が絡む事件の解決に奔走することになる。さらには、藩を二分する政争にも巻き込まれていく。
1993年（平成5年）から仲代達矢の主演により『清左衛門残日録』のタイトルで、NHKでテレビドラマ化された。また2016年（平成28年）からは北大路欣也の主演によりテレビドラマ化され、時代劇専門チャンネル、BSフジ（HD版）、スカパー!4K総合（4K版）で放送。

## 舞台である藩
作品中には名称も地方も明示されていないが、描かれている風物や名物（ハタハタなど）から海坂藩であると推定する人もいる。

## 登場人物

### 主人公
三屋清左衛門
三屋家の隠居。若くして家督を継ぎ、家禄120石の御小納戸役から始まって、隠居前は270石（＋役料50石）の用人にまで登り詰めたが、先代藩主が死去したことで、家督を息子又四郎に譲って隠居したい旨を新藩主に申し出た（物語開始時点の1年2ヶ月前）。その後も新藩主の求めに応じて、1年ほど江戸屋敷にとどまって、残務整理と後進の指導に当たり、それから国元に戻って本格的な隠居生活に入った。この時、52歳。
隠居生活の徒然に、「残日録」と題した日記を付けている。これは嫁の里江が心配したような「死ぬまでの残りの日を数える」という意味ではなく、「日残リテ昏ルルニ未ダ遠シ」という意味で名付けたものである。
用人時代、先代藩主が世継ぎを決める際に現藩主を推したことから、隠居前の屋敷をそのまま使うことを許可されたり、隠居部屋を藩費で建ててもらったりするなど、現藩主からも好意と信頼を向けられている。
隠居したばかりの頃は鬱々としがちで、息子夫婦を心配させた。しかし、30年ぶりに昔通っていた無外流中根道場や保科塾に通い始めたり、釣りの楽しみも覚えたり、友人である町奉行の佐伯が持ち込んでくる事件の調べを行なったりし始め、充実した毎日を過ごすようになった。

### 三屋家
又四郎
清左衛門の長男で、三屋家の現当主。清左衛門から家督を譲られると、勘定方見習いとして城勤めを始めた。第5話の頃までに、見習いを終わって正式に勘定方となった。
遠藤派の会合にも、しばしば顔を出しているが、父と同様それほど熱心というわけではない。
里江
又四郎の妻。郡奉行を務めた服部弥右衛門の末娘で、清左衛門が気に入って息子の嫁に迎えたが、今も「よくできた嫁だ」と評価している。男児を一人出産した。
喜和
清左衛門の妻で、2男3女を産んだ。清左衛門が国元で隠居生活を始める3年前に亡くなった。
奈津
清左衛門の三女。18歳の時に御蔵方の杉村要助に嫁いだ。夫が外に女を作っているのではないかと悩んでげっそりとやつれ、清左衛門や里江を心配させた。
他の子どもたち
次男は秋吉家に婿入りし、長女は市村家に嫁に行った。次女は幼時に病死した。

### 中立派
佐伯熊太
町奉行。元服前から、清左衛門と共に無外流中根道場に通った親友。清左衛門の2歳年上。時々清左衛門の隠居部屋を訪れては、抱えている事件の解決の手助けを求める。
山内勘解由
大目付。清廉潔白で穏やかな人柄であり、家老相手にもはっきりとものが言える骨太な人物。佐伯を通じて清左衛門のことを知り、非公式の調査を依頼するようになった。
相庭与七郎
江戸藩邸で近習頭取を務め、30代半ばながら藩主の側近の中では実力者と見られている。藩主の命を受け、密かに帰国して清左衛門に派閥争いについて、特に石見守がそれに巻き込まれている件についての情報を求めた。
船越喜四郎
先代藩主の死に伴って引退した清左衛門と交代して、現藩主の用人となった。40歳前の切れ者。清左衛門宅に石見守毒殺の真相についての情報をもたらすと共に、黒幕である朝田家老に処分を言い渡すに当たって、清左衛門の同席を求めた。
樋口孫右衛門
大目付配下の徒目付。石見守毒殺の真相究明を船越用人から命じられ、その使命を果たした。

### 遠藤派
遠藤治郎助（先代）
30年前の政争の時は中老として、筆頭家老の山村喜兵衛を助けた。山村を失脚させた先代の朝田弓之助が3年で政権運営に行き詰まると、代わりに筆頭家老に就任し、朝田派に厳しい処罰を下した。10年筆頭家老を務めた後、息子に家督を譲り、山村喜兵衛の嫡男万之丞にその座を譲ったが、彼は遠藤の息子が家老に就任するまでの傀儡に過ぎず、実権は遠藤が握っていた。
遠藤治郎助（当代）
先代の治郎助が隠居して家督を継いだ4年後に、山村万之丞から筆頭家老職を引き継いで、6年前に朝田派が巻き返して政権を奪取するまでの8年間、その職を務めた。
安富忠兵衛
5年前まで中老を務めた。先代の遠藤治郎助を補佐し、彼が引退した後も遠藤派の政権保持に辣腕をふるった。現在は、政敵であるはずの朝田家老とたびたび面会している姿が目撃されている。
城の大手前で切腹した安富源太夫の本家に当たる。
間島弥兵衛
家老。実務に詳しい。遠藤派が実権を握った時も、その後朝田派が政権を奪った後も、ずっと家老職にとどまっている老人。これまで間島は派閥争いには加わらなかったが、ある時遠藤派の集会と知らずに参加した論語の読書会で、清左衛門は間島の姿を発見する。
桑田小左衛門
元中老。安富忠兵衛が藩政から身を引いた後、遠藤派の番頭と呼ばれた。
杉村要助
清左衛門の三女奈津の夫。御蔵方に勤めている。密偵として朝田派の動向を探っていた。
安西佐太夫
勘定方で40石足らずの禄高だが、外記流の鉄砲の名手として名高い。清左衛門とは遠藤派の会合で知り合い、家の方角が同じなので時おり途中まで一緒に帰る。
年は40歳前後で、離婚歴がある。寡黙だが礼儀正しい安西の人柄を気に入っている清左衛門は、昔世話をしたことがある江戸藩邸奥女中の松江を妻にするよう勧めた。
その他の遠藤派
組頭の細谷孫三郎と吉岡主膳、番頭の中野峯記、郡奉行の栗原又兵衛、物頭の尾形七郎右衛門、御書院目付の鳥飼吉兵衛、銃隊隊長の植田与一郎、小姓組の杉浦兵之助、代官の臼井甚吉、花井六弥太（役職不明）ら。

### 朝田派
朝田弓之助（先代）
30年前の政争の時は組頭。時の筆頭家老山村喜兵衛を讒訴によって失脚させ、政権を握った。しかし、3年で政権運営に行き詰まって、遠藤治郎助（先代）によって失脚させられる。
朝田弓之助（当代）
6年前、遠藤治郎助（当代）から政権を奪って家老に就任した。
山根備中
組頭。家柄では藩主家よりも古いとされる名門の出。しかし、代々その名家意識と古くさい権威主義が嫌われて、10代ほどの家系で執政入りしたのはただの2人。当代の備中も万年組頭に甘んじている。思い込みが激しく、過激な行動に走ることがある。
安藤市兵衛
組頭。
黒田欣之助
近習組。清左衛門とおみよとの会話の中身を確かめに来た。朝田派の中で頭角を現しつつある。朝田家老が江戸の石見守に向けて黒田を使者に立てた。
村井寅太
郷方回り。直心流の遣い手。黒田が江戸に使いとして立った時、護衛についた。
成瀬喜兵衛
先代の道場主時代に中根道場で師範代を務めた。その頃は鬼の喜之助と呼ばれる剣客で、清左衛門や入門したての頃の中根弥三郎もしごかれた。にわかにボケてしまったという噂が立った。しかし、それは擬態であった。
金井祐之進
郡奉行配下で山村回り。遠藤派の会合に紛れ込んで騒動を起こした。金井奥之助の息子。
石見守信弘
現藩主の弟。器量は現藩主よりも上だと噂された人物で、先藩主も跡継ぎ選定で、石見守の方を選ぶべきかと迷った経緯がある。現在は、徳川家に仕える旗本として3000石を賜っている。健康で賢いと評判の息子が2人（光五郎信正と友次郎信成）いる。
朝田家老が接触を図っていたが、34歳で健康だったにもかかわらずにわかに病死し、毒を盛られたのではないかという噂が立った。
多田掃部
野塩村の豪農。朝田家老が石見守と共に訪問し、石見守の次男友次郎を藩主の養子に送り込むための運動資金を、黒尻野百町歩の開墾請負許可を餌に願った。掃部は、その資金が養子のための運動ではなく、朝田の地盤固めのために使われることを知りながら、黙って資金提供を行なった。

### その他
中根弥三郎
清左衛門や佐伯が若い頃に修行した、紙漉町にある無外流道場の主。清左衛門より3歳年下で、入門当時は淵上と言った。少年の頃から天才の名をほしいままにし、先代の中根与一右衛門に見込まれて、師の娘杉乃と結婚して道場を継いだ。
隠居した清左衛門は、10日に1度の割合で、30年ぶりの道場通いを始めた。
保科笙一郎
清左衛門の学問の師であった保科穆山（ぼくざん）の息子で、鶴子町にある保科塾を継いだ。36歳の若さながら、4年前に江戸の遊学から帰国してすぐに、藩校彰古館の助教に任命された。いずれは学監（藩校の長）の地位に進む人物であると見られている。
清左衛門は、30年ぶりに保科塾に通って、経書を学び始めた。
平松与五郎
中根道場の高弟。城では御兵具方に勤めて100石を賜る。3年前に妻を病気で亡くしたが、清左衛門の尽力で御番頭加瀬伝八郎の娘、多美と再婚した。
みさ
花房町にある小料理屋「涌井」の女将。年は30前後。男運が悪く、苦労してきた。
元は万年町の油屋「三海屋」の嫁だったが、結婚して2年で夫が急死してしまった。ある事情から実家に戻ることができなかったみさは、料理茶屋で住み込み奉公を始めた。それを哀れんだ元の舅が、売りに出ていた店を買い取ってみさにやらせたのが「涌井」の始まりである。
金井奥之助
30年前は清左衛門と同じ御小納戸勤めで、中根道場にも通った旧友。家老の山村喜兵衛と組頭の朝田弓之助(先代)の政争が起こった時、金井は妻の父が朝田派であるという理由で朝田についたが、清左衛門は山村(というよりも、山村失脚は避けられないが、朝田は早々に藩政運営に失敗すると見ている先代の遠藤次郎助）についた。
遠藤が予測通りに実権を握ると、朝田派は粛清されて軒並み禄を半減させられて、金井も150石から75石に減俸となった。さらに、4年後にその処分に異議を申し立てたため、不遜であるとして、25石にされてしまう（一方の清左衛門は、順調に出世し、120石から最終的に270石へと加増された）。
30年ぶりに再会して、金井はたびたび清左衛門の家に酒を飲みに来るようになったが、里江は金井の様子に危惧を覚えた。
おみよ
野塩村の百姓の寡婦。幼い娘と一緒に、川の急流の中で身動きが取れなくなっていたのを清左衛門が助けた。豪農多田掃部の台所を手伝いに行っていたところ、決して覗いてはいけないと言われていた客の顔を見てしまう。そのため、監視が付くようになり、たまたま清左衛門と交流が始まったことで、命を狙われるようになった。
内藤寅之助
新任の家老。いずれは筆頭家老に登る器だと噂される人物。
剛之助
現藩主の嫡男。普通ならば次の藩主となる身だが、病弱だという難がある。そこで、時折跡継ぎ問題が藩内でささやかれる。
大塚平八
清左衛門とは元服前からの友人で、年齢も同じ。長く右筆を務めた。
ある時、清左衛門に、家老の誰かに会えるよう仲介を依頼した。このことがきっかけとなり、隠居して派閥争いとは無縁になったはずの清左衛門が、遠藤派へと近づいていくことになる。
後に中風で倒れて、右手右足が麻痺した。

## 各話のあらすじ
1.醜女
16歳のおうめは行儀見習いのために城の奥御殿に入ったが、先代藩主の手が付いた。関係は一夜限りのことで、その後実家に戻されて3人扶持を賜る身分となった。それから10年ほどたって、おうめが懐妊したという噂が流れる。それを問題視する組頭山根備中が、おうめの命を狙う。清左衛門は、町奉行の佐伯から、この問題の始末を手伝うよう依頼された。
2.高札場
城の大手前の高札場で、安富源太夫が女の名を叫んで切腹した。清左衛門は、佐伯と大目付の山内から、非公式にこの女を捜し、源太夫の死の真相を探るよう依頼された。
3.零落
ある雨の日、清左衛門は、ずっと交際が絶えていた金井奥之助と再会し、たびたび金井の訪問を受けるようになる。二人とも交流を喜んでいない様子をいぶかしんだ嫁の里江に、清左衛門は二人の付き合いが途絶える原因となった、30年前の藩を二分した政変について語り始めた。
4.白い顔
三屋家の菩提寺ですれ違った女性が、21歳の時に御用旅の帰りに同道することになった杉浦波津の忘れ形見、多美であると知った清左衛門は、波津との3里の道行きを淡い悔恨の気持ちで思い起こした。そして、酒乱癖のある多美の前夫が、今もたびたび彼女の元を訪れて困らせていることを知り、一肌脱いでやる気になった。
5.梅雨ぐもり
杉村要助に嫁いで3年になる三女の奈津が、異常にやつれていることに、清左衛門は驚く。奈津は、要助が外に女を作ったと里江に訴えたという。しかし、要助の不審な行動の裏には、30年来の政争が隠されていた。
6.川の音
川釣りに出かけた清左衛門は、急流の中に立ちすくむ女と幼女を発見して救出した。後日、面識のない近習組の黒田欣之助が尋ねてきて、「さる人」の意向として、その女との会話を問いただし、今後その女に近づかないように、さもなければその女の命が危ないと告げた。
7.平八の汗
中根道場の旧友、大塚平八が清左衛門を訪ねてきた。そして、父親が左遷された昔の処分の真相を知りたいので、家老に昵懇の人があれば、仲介の労を執って欲しいと願った。そこで、清左衛門は間島家老を紹介した。しかし、大塚の真の目的は、清左衛門に語ったこととは異なっていた。
8.梅咲く頃
15年前に男に捨てられて自害を計り、清左衛門の尽力で立ち直った江戸藩邸奥女中の松江が、縁談があって国元に戻り、清左衛門を尋ねてきた。しかし、縁談の相手の名を聞いた時、清左衛門は理由は分からないが、不快な気持ちが胸を走るのを感じた。
9.ならず者
江戸藩邸で近習頭取を務める相庭与七郎が、藩主の名を受けて、密かに清左衛門に国元での派閥争いについての情報を求めた。また、清左衛門は、10年前に起こった半田守右衛門の収賄事件の真相を探るように依頼された。調べるほどに、この事件は冤罪の可能性が高いと清左衛門は感じ始める。
10.草いきれ
夏風邪をこじらせて半月ぶりに中根道場に顔を出した清左衛門は、金井奥之助の息子祐之進が遠藤派の会合に顔を出し、朝田派の間者と思われて騒動になったことを知った。道場からの帰り、道場で争っていた少年たちが喧嘩の続きとして殴り合っているのを目撃した清左衛門は、自分も少年の頃、道場仲間である小沼金弥の代理人として吉井彦四郎と殴り合いをしたことを思い出した。
11.霧の夜
「涌井」で佐伯と飲んでいた清左衛門は、かつて中根道場の師範代だった成瀬喜兵衛が急にボケてしまい、深夜徘徊など尋常ならざる行動を繰り返していると知らされる。しかし、その数日後、道場主の中根から、成瀬が道場に現れて清左衛門と会いたいという伝言を残していたと告げられた。そのときの成瀬はしっかりと受け答えをし、中根と竹刀を合わせもしたが、往年とほとんど変わりない太刀筋だったという。
12.夢
清左衛門は、時々近習組時代の同僚小木慶三郎に向かって必死に弁疏している夢を見て、うなされて目を覚ます。その原因となっている出来事は思い当たったが、実際にはその夢の中で感じているように小木を欺したり裏切ったりしたというわけではない。それでも、夢に見るほどに小木に対する負い目を自覚している清左衛門は、一度彼に会ってみようかと思い立った。
13.立会人
中根弥三郎が尋ねてきて、清左衛門に果し合いの立会人を務めて欲しいと願った。相手は、先代時代に弥三郎と並び称された天才剣士で、後継者選びの試合（すなわち、師の娘を争う試合）で弥三郎に打ち負かされて道場を去った、納谷甚之丞だという。
14.闇の談合
現藩主の用人船越喜四郎が清左衛門を尋ねてきて、石見守毒殺の真相についての情報をもたらした。そして、黒幕である朝田家老への処分言い渡しの際に同席するようにという藩主の命を伝えた。
15.早春の光
藩主の指示により、静かに政権が遠藤派に移った。しかし、政権交代に伴う混乱はこれから始まろうとしていた。そして、みさが店を譲って田舎に帰ると言い出す。

## テレビドラマ

### 1993年版
『清左衛門残日録』としてNHK「金曜時代劇」で連続テレビドラマ化され、1993年4月2日から7月9日まで放送された。1995年1月3日には、「正月時代劇」として、長編作品『清左衛門残日録 仇討ち!播磨屋の決闘』が放送された。

### 2016年版
2016年と2017年、BSフジ開局15周年記念特番としてテレビドラマ化され、2016年2月6日に『三屋清左衛門残日録 登場篇』、2017年2月11日に[
『三屋清左衛門残日録 完結篇』が放映された。その後時代劇専門チャンネルでも放送され、前者は2016年9月19日に、後者は2017年6月17日にそれぞれ初回放送された。なお、「登場篇」のみスカパー! 4K総合でも放送されている。
2018年2月3日、時代劇専門チャンネル開局20周年記念番組として、第3作『三屋清左衛門残日録 三十年ぶりの再会』が放送され、同作は第8回衛星放送協会オリジナル番組アワードで大賞を受賞した。BSフジでは12月16日に放送された。
2020年3月14日、時代劇専門チャンネルにて、第4作『三屋清左衛門残日録 新たなしあわせ』が放送された。BSフジでは10月11日に放送された。
2021年9月20日、日本映画+時代劇 4KとJ:COMプレミアチャンネルにて、第5作『三屋清左衛門残日録 陽の当たる道』が放送された。BSフジでは12月27日に放送された。本作から「時代劇専門チャンネル×J:COM共同製作」となっている。BSフジでは12月27日に放送された。
2022年9月19日、第6作『あの日の声』が、日本映画+時代劇 4KとJ:COMプレミアチャンネルにて放送された放送された。。この作品は「ドイツ・ワールドメディアフェスティバル2023」エンターテインメント部門で金賞を受賞している。2023年1月14日に時代劇専門チャンネルで再放送。BSフジでは10月11日に放送された。
2023年12月10日、第7作『三屋清左衛門残日録 ふたたび咲く花』が、日本映画+時代劇 4KとJ:COMプレミアチャンネルにて放送された。この作品は「先進映像協会ルミエール・ジャパン・アワード 2024」4K部門部門で特別賞を受賞している。2024年3月9日に、時代劇専門チャンネルにて再放送。10月26日、「BSフジサタデープレミアム」で放送された。
2024年12月8日、第8作『三屋清左衛門残日録 春を待つこころ』が、日本映画+時代劇 4KとJ:COMプレミアチャンネルにて放送された。2025年3月8日、時代劇チャンネルで放送予定。

#### スタッフ
- 原作：藤沢周平「三屋清左衛門残日録」（文春文庫刊）
- 脚本：ちゃき克彰（「登場篇」）、いずみ玲（「完結編」「三十年ぶりの再会」「ふたたび咲く花」）
- 監督：山下智彦
- 音楽：栗山和樹
- 殺陣：菅原俊夫
- メイキング制作：京都組（西村維樹、小西剛司、金原美穂、谷本春華）
- 企画協力： 藤沢周平事務所、文藝春秋、新潮社、伊原詢太郎（アクトエンタープライズ）
- 技術協力・VFX：IMAGICAウェスト
- プロデュース：秋永全徳、原大輔、目黒正之、井元隆佑、百瀬龍介
- 企画・総合プロデュース：宮川朋之、金井卓也
- ゼネラルプロデューサー：佐藤信彦、荒井昭博
- エグゼクティブプロデューサー：加藤貢、宮川朋之、塚田英明
- アソシエイトプロデューサー：小川純市、荒井昭博
- 原作監修、菅谷和紀
- 監修：加藤貢
- 製作者：杉田成道、亀山千広、手塚治、石原隆、岩木陽一
- 制作：時代劇専門チャンネル、BSフジ、東映、J:COM（5作目から）

#### キャスト
- 三屋清左衛門：北大路欣也
- 三屋又四郎：須賀貴匡（1）→松田悟志（2 - ）
- 里江：優香
- 平松与五郎：渡辺大（ - 3）
- 黒田欣之助：岡田浩暉（1・2）
- 中根弥三郎：栗塚旭
- 茂吉：田井克幸
- 佐野：伊東孝明
- 大井：丹羽貞仁（ - 4）
- 三宅：浅田祐二（3、5）
- おなみ：小林綾子（2 - ）
- 石見守信弘：本田大輔（ - 3）
- 朝田弓之助：金田明夫
- みさ：麻生祐未
- 佐伯熊太：伊東四朗

「登場篇」（第1作）
- おしま：高橋ひとみ
- おみよ：大路恵美
- 藤川金吾：水橋研二
- 徳元和尚：小沢象
- 杉浦波津：岩田さゆり
- 杉浦（平松）多美：岩田さゆり
- 成瀬喜兵衛：中村敦夫
- 多田掃部：苅谷俊介
- 小女：野田琴乃
- 諸木淳郎、加藤寛治、内藤邦秋、友寄由香利、北川裕介、庄司虎次郎、松田苺、南岐佐

「完結篇」（第2作）
- 船越喜四郎：鶴見辰吾
- 金井奥之助：寺田農
- 金井祐之進：金井勇太
- 大塚平八：笹野高史
- 大塚登勢：鈴川法子
- 清次：二反田雅澄
- 遠藤派家臣：野々村仁
- 加藤寛治、木谷邦臣、友寄由香利、谷本貴彦、寺田仕佑、八木和佳人、渡辺圭悟、竹内ひまり

「三十年ぶりの再会」（第3作）
- 安富源太夫：伊武雅刀
- 小沼惣兵衛：原田大二郎
- 松江：戸田菜穂
- 中根杉乃：前川恵美子
- 野田平九郎：柴田善行
- 年江：山本裕子
- 安西佐太夫：田中幸太朗
- 笠原重助：山田明郷
- 納谷甚之丞：高橋長英

「新たなしあわせ」（第4作）
- 奈津：美村里江
- 杉村要助：増田修一朗
- おうめ：我妻三輪子
- おひで：大谷麻衣
- 近江屋竹之助：木村了
- 鳥飼勝弥：榊英雄
- 滝野：三田佳子
- 寺井権吉：小林稔侍
- いわすとおる、岩橋道子、まつむら眞弓

「陽のあたる道」（第5作）
- 相庭：高橋和也
- 駿河屋庄八：宮川一朗太
- 児玉屋勘七：谷口高史
- 清成権兵衛：勝野洋
- 清成弥一郎：丹羽貞仁
- 清成多恵：潮田由香里
- 岩井貢：山根誠示
- 山崎：森岡豊
- 半田守右衛門：木場勝己
- おとき：飯島順子
- 牧野源右衛門：小野武彦
- 植田与十郎：西岡德馬

「あの日の声」（第6作）
- 鹿間志穂：黒川智花
- 鹿間麻之助：内田朝陽
- 大関助太夫：小野寺昭
- 鶴谷亥八郎：駿河太郎
- 丹羽内記：中村育二
- 赤松東兵衛：伊吹吾郎

「ふたたび咲く花」（第7作）
- 野々村新蔵：勝村政信
- 柘植孫四郎：甲本雅裕
- 瑞江：清水美砂
- 柘植寿万：銀粉蝶
- 柘植俊吾：一ノ瀬嵐
- 吉崎伊織：国広富之
- 小出徳兵衛：堀部圭亮
- 鳥飼宇之助：石井正則
- 恩田作摩：大和田伸也

「春を待つこころ」（第8作）
- 窪井信次郎：藤岡真威人
- 照日乙女：大友花恋
- 岩上勝之進：大貫勇輔
- 覚浄：谷田歩
- 窪井外記：天宮良
- 萩本：金山一彦
- 弥吉：マギー
- 平助：春海四方
- 岩上勘左衛門：菅原大吉
- 田根楽子、伊藤麻実子、小宮有紗、本郷弦、佐藤流司